# Salvatore Meluzzi
Salvatore Meluzzi (Roma, 22 luglio 1813 – Roma, 17 aprile 1897) è stato un organista, compositore e direttore di coro italiano.
Compositore di musica sacra, fu direttore della Cappella Giulia e organista della Basilica di San Pietro in Vaticano, durante il periodo iniziale della riforma liturgica detta ceciliana, voluta dal nascente Movimento Ceciliano. 

## Docente
Insegnò a lungo presso il Conservatorio Santa Cecilia di Roma dove tra i vari allievi ebbe Alessandro Moreschi, Alessandro Parisotti e Filippo Cesare Mattoni.

## Composizioni
Numerose le sue composizioni sia per organo (Toccate, Fughe), che per formazioni corali (Mottetti, Vespri, Responsori), tra le quali spicca un Ave Verum Corpus, interpretato e reso famoso dal cantante castrato Alessandro Moreschi; si ricordano inoltre una Messa da Requiem e una Messa di Gloria.